# Johann Bere (Politiker, † 1451)
Johann Bere (* vor 1405; † 1451 in Lübeck) war ein deutscher Kaufmann, Ratsherr und Bürgermeister der Hansestadt Lübeck.

## Leben
Johann Bere wurde 1405 Mitglied im Bürgerausschuss der Sechziger und wurde 1416 nach Rückkehr des Alten Rates in den Rat der Stadt gewählt. 1436 wurde Johann Bere zu einem der Lübecker Bürgermeister bestimmt. Er blieb also während der Herrschaft des Neuen Rates (1408–1416) in der Stadt und gehörte zu den Bürgern, die dem Neuen Rat 1415 das Verhandlungsmandat für die von König Sigismund angesetzten Vergleichsverhandlungen mit den Mitgliedern des 1408 vertriebenen Alten Rates erteilten. 1426 vermittelte er als Lübecker Ratsherr zwischen Wilhelm I. von Braunschweig und dem Bremer Erzbischof Nikolaus von Oldenburg-Delmenhorst. Während des Krieges der Kalmarer Union gegen die Hanse und Holstein war er 1427 und 1428 Befehlshaber der Lübecker Flotte und verantwortlich für deren Einsatz bei der Belagerung Flensburgs auf der Flensburger Förde im Frühjahr 1427. Im August 1428 nahm er an den Verhandlungen der Hansestadt Lüneburg mit Herzog Wilhelm I. von Braunschweig teil. Bereits im September 1428 vertrat er die Stadt bei den Friedensverhandlungen mit König Erich von Dänemark in Nyköping, die dort im Juli 1430 und im Dezember 1430 in Helsingborg unter seiner Beteiligung fortgesetzt wurden. Erst im August 1432 wurde ein fünfjähriger Waffenstillstand als Verhandlungsergebnis erreicht. 1437 vertrat er die Hansestädte auf den Friedensverhandlungen mit den Niederlanden in Deventer. Im Juni 1439 gehörte Bere einer Delegation von Vertretern der Hansestädte an, die in Lübeck einen Friedensvertrag mit der dänischen Ritterschaft schloss. 1442 führte er als Gesandter Lübecks in Segeberg Verhandlungen mit Herzog Adolf VIII. von Holstein. In Testamenten Lübecker Bürger wird er häufiger, überwiegend als Urkundszeuge, aber auch als Vormund aufgeführt.
Johann Bere war Mitglied der einflussreichen Zirkelgesellschaft. 1429 lieh er der Stadt Lübeck zum Zwecke der Kriegsführung gemeinsam mit Hinrich Rapesulver den Betrag von 4000 Mark Lübisch. 1439 wurde ihm durch König Albrecht II. ein von diesem gestifteter Orden verliehen.

## Familie

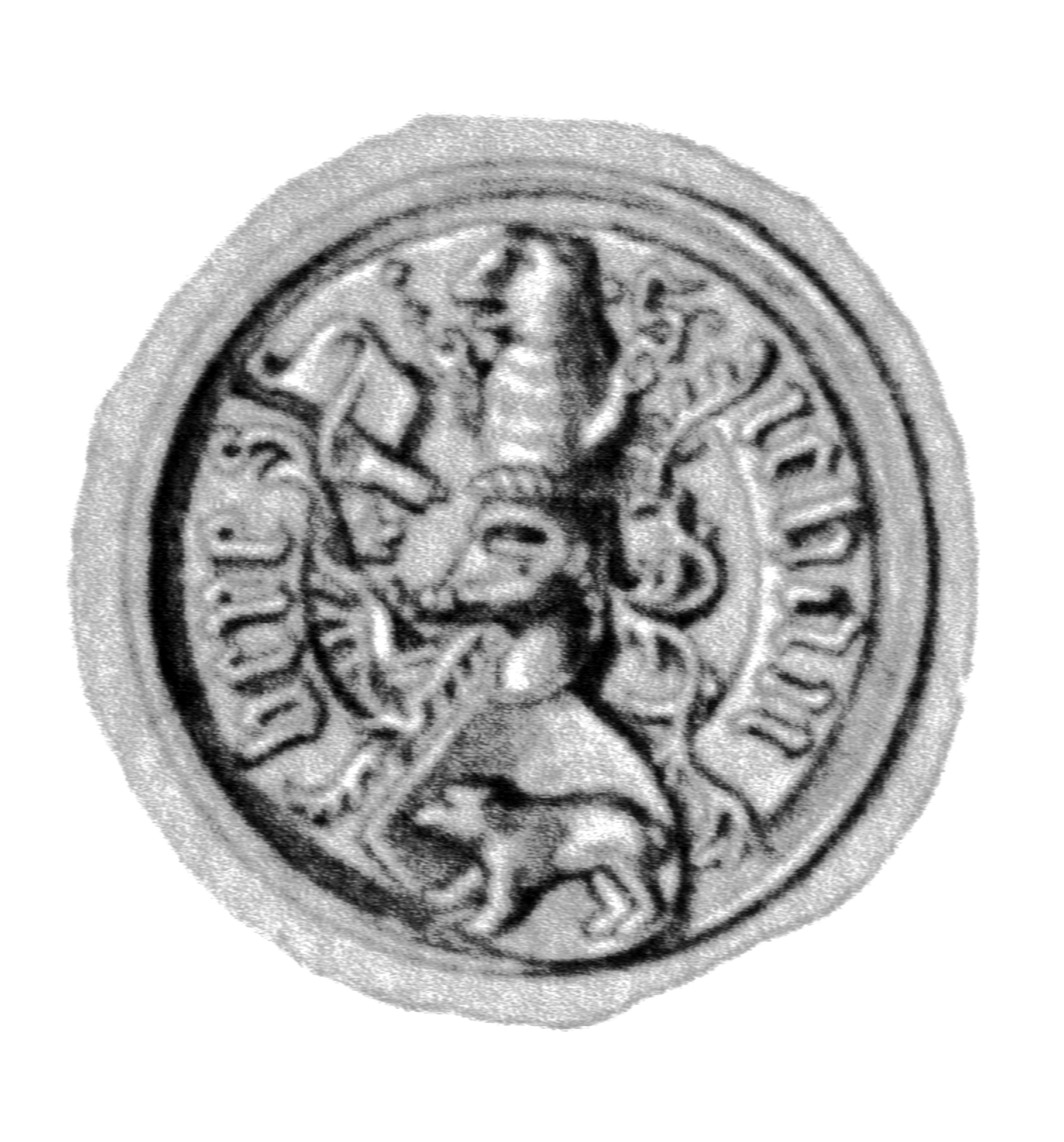
Siegel des Johann Bere (III) um 1498

Johann Bere war mit Greteke Boitin verheiratet. Sie hatten folgende Kinder:
- Johann Bere (Politiker, † 1457), 1455 Lübecker Ratsherr, Mitglied der Zirkelgesellschaft.[3]
- Ludeke Bere († 1488), 1460 Ratsherr, Mitglied der Zirkelgesellschaft.
- Hermann, Mitglied der Zirkelgesellschaft (189).
- Geseke, verheiratet mit Hans Borsteld.
- Tybbeke, verheiratet mit dem Italiener Gherardo Bueri (Gerardus de Boeris), Agent der Medici in Lübeck[4]
- Abelke, auch Adele, verheiratet mit Fritz Grawert († 1476)[5]